# الطويلة (الحيمة الخارجية)

تعديل مصدري - تعديل

الطويلة هي إحدى قرى عزلة العجز بمديرية الحيمة الخارجية التابعة لمحافظة صنعاء، بلغ تعداد سكانها 346 نسمة حسب تعداد اليمن لعام 2004.